# Juice (Lizzo-dal)
A Juice című dal a 2019. január 4-én megjelent debütáló kislemeze Lizzo amerikai énekesnő és rapper Cuz I Love You című stúdióalbumának. A dalt, melyet Lizzo, Theron Thomas, San Sumser, Sean Small és Ricky Reed írt, az Atlantic Records kiadó jelentette meg. A dal egy retro ihletésű funk és funk-pop dal, mely egy visszatérő groove-on alapul. Lírailag a dal az önszeretetet tárgyalja, az önbecsülés himnuszának tartják.
A dal a zenekritikusok körében elismerést kapott, akik közül néhányan Lizzo legjobb dalaként emlegették. Kereskedelmileg sikeres volt a dal, és felkerült az R&B Contemporary listára is az Egyesült Államokban, miközben Skóciában is Top 20-as helyezett volt. A dal az Egyesült Államokban dupla platina minősítést kapott, valamint arany vagy platina minősítéssel jutalmazták további öt országban is. A kislemez mellett megjelent egy videoklip is, amely számos utalást tartalmaz a 80-as évek popkultúrájából. A kislemez népszerűsítésére Lizzo több műsorban is előadta a dalt, így az Ellen DeGerens Show-ban, Jimmy Kimmel Live Show-jában, a Jimmy Fallown The Tonight Show-jában is.
A dal szerepelt a Now That's What I Call Music című válogatáslemez 71. sorozatában, annak is az amerikai változatában, mely 2019. augusztus 2-án jelent meg. 2019 szeptemberében a dal egy internetes mémet szült, miután a Polygon írója, Jeff Ramos előzetesként bevágta a House House Untitled Goose Game-hez, a dalt himnuszként használva. A dal a 2021-es Tom és Jerry című film hivatalos előzetesében is elhangzott, valamint Beth Ditto is foglalkozott a dallal a Monarch című countryzenei drámasorozatban.

## Összetétel
A "Juice" egy "pattogó"  ihletésű funk, funk-pop és hip-hop dal.  Erős rapbetéttel. A dalt Lizzo szellemesnek, és tűzzel teli-nek nevezte. A dal csiszolt groove hangzásokat tartalmaz, valamint van benne gitár és "önelégült" kimondott szó is. A dal olyan elragadóan felháborító sorokat tartalmaz, mint például: "I be drippin' so much sous /Got a bih lookin' like Ragu" A dal összességében az önimádatról szól, és egy becsületnövelő himnusznak tartják.
A dal D-moll hangnemben komponált. Akkordmenete Dm - Eb/F - F/C - Bb - C

## Kritikák
A "Juice" megjelenésekor széles körű elismerést kapott a zenekritikusoktól. Lollie King a Bustle magazintól azt írta, hogy a "dal biztosan önbizalmat ad, amikor rosszul érzed magad". Christian Hoard a Rolling Stone kritikusa az énekesnő legjobb kislemezeként méltatta a dalt, és egy tökéletes retro-funk dalnak nevezte, amely felidézi 1982 tükörgömbös időszakát. Joshue Bote az NPR-nek adott interjújában kijelentette, hogy a dal folytatja Lizzo énekes funk-súlyos rap győzelmi sorozatát. Michael Roffman a Consuence of Sound amerikai online magazintól azt írta, hogy a dal megduplázódik, mint egy lekvár, és olyan, mint egy poros edzésszalag, amely a házban hever. A Pitchfork a dalt 2019 53. legjobb dalaként említi. A Billboard magazin a "Juice"-t a 46. helyre sorolta a 2019-es legjobb dalok listáján, és "ellenállhatatlanul azonnalinak, és tartósan ellenállhatatlannak nevezte".

## Élő előadások
Lizzo a dalt előadta többek között a The Ellen DeGeneres show-ban, a Today műsorban, Jimmy Kimmel Live! and the Tonight Show-jában és a Jimmy Fallon show-műsorában is.

## Plágium vád
2019. október 18-án CeCe Peniston énekes megvádolta Lizzót azzal, hogy plagizálta a 90-es évekbeli "Finally" című slágeréből a "Yeah-yeah" ad-lib-jét. Lizzo ügyvédje elutasította a követelést, opportunistának, és "különös"-nek minősítve azt.

## Számlista
Digitális letöltés
1. "Juice" – 3:15

Digitális letöltés – Breakbot Mix
1. "Juice" (Breakbot Mix) – 2:52

### Elismerések
| Év   | Díjkiosztó              | Kategória                                  | Eredmény | Ref.   |
| ---- | ----------------------- | ------------------------------------------ | -------- | ------ |
| 2019 | American Music Awards   | Favorite Song – Soul/R&B                   | Jelölve  | [ 23 ] |
| 2019 | Q Awards                | Best Track                                 | Jelölve  | [ 24 ] |
| 2019 | Soul Train Music Awards | Song of the Year                           | Jelölve  | [ 25 ] |
| 2019 | Soul Train Music Awards | Video of the Year                          | Elnyerte | [ 25 ] |
| 2019 | Soul Train Music Awards | The Ashford and Simpson Songwriter's Award | Jelölve  | [ 25 ] |
| 2019 | Soul Train Music Awards | Best Dance Performance                     | Jelölve  | [ 25 ] |
| 2020 | Queerty Awards          | Anthem                                     | Elnyerte | [ 26 ] |

## Minősítések és eladott példányszámok
| Régió                                                            | Minősítés  | Eladott példányszám |
| ---------------------------------------------------------------- | ---------- | ------------------- |
| Ausztrália (ARIA)                                                | 5× platina | 350 000‡            |
| Ausztria (IFPI Austria)                                          | arany      | 15 000‡             |
| Brazília (Pro-Música Brasil)                                     | 2× platina | 80 000‡             |
| Kanada (Music Canada)                                            | platina    | 80 000‡             |
| Franciaország (SNEP)                                             | platina    | 200 000‡            |
| Olaszország (FIMI)                                               | arany      | 25 000‡             |
| Lengyelország (ZPAV)                                             | arany      | 10 000‡             |
| Portugália (AFP)                                                 | arany      | 5 000‡              |
| Egyesült Királyság (BPI)                                         | platina    | 600 000‡            |
| Egyesült Államok (RIAA)                                          | 2× platina | 2 000 000‡          |
| ‡ Eladási+streaming példányszámok kizárólag a minősítés alapján. |            |                     |

## Megjelenések
| Régió            | Dátum            | Formátum                     | Verzió       | Label    | Ref.   |
| ---------------- | ---------------- | ---------------------------- | ------------ | -------- | ------ |
| Különböző        | 2019. január 4.  | Digitális letöltés           | Original     | Atlantic | [ 21 ] |
| Olaszország      | 2019. március 1. | Contemporary hit radio       | Original     | Warner   | [ 37 ] |
| Egyesült Államok | 2019. április 2. | Contemporary hit radio       | Original     | Atlantic | [ 38 ] |
| Egyesült Államok | 2019. április 8. | Hot adult contemporary radio | Original     | Atlantic | [ 39 ] |
| Különböző        | 2019. május 10.  | Digitális letöltés           | Breakbot Mix | Atlantic | [ 22 ] |